# Badalona (stacja kolejowa)
Badalona – stacja kolejowa w Badalonie, w Katalonii, w Hiszpanii. Znajdują się tu 2 perony. Stacja obsługuje tylko ruch podmiejski aglomeracji Barcelony. Zatrzymują się tu jedynie pociągi podmiejskie Rodalies Barcelona.